# 타이슨 하우스먼
타이슨 하우스먼(Tyson Houseman, 1990년 2월 9일 ~ )은 캐나다의 배우이다. 트와일라잇 영화 시리즈의 등장인물 퀼 아테아라 역으로 유명하다.

## 출연 작품
- 이클립스